# Török esküvői hagyományok

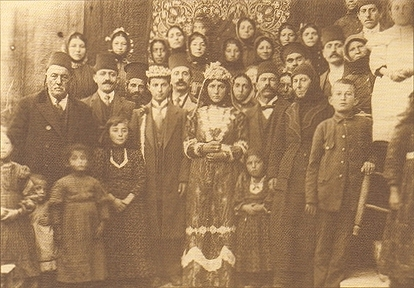
Török esküvő Kappadókiában, cc. 1910.

A török esküvői hagyományok többrétűek, keverednek bennük az ősi török hagyományok, az iszlám hagyományok és utóbbi időben a modern európai szokások is megjelentek. Akárcsak Magyarországon, Törökországban is általában kétféle ceremónia létezik: a hivatalos jogi és a nem hivatalos vallási. A török állam 1924 óta csak az anyakönyvvezető előtt tett esküt ismeri el, és tiltja az iszlámban megszokott többnejűséget is. Mindazonáltal az ország kelet- és délkelet-anatóliai részeiben még ma is erősen élnek a szokásjogok, sokkal inkább, mint a nyugatiasodott török nagyvárosokban.

## Esküvői szokások

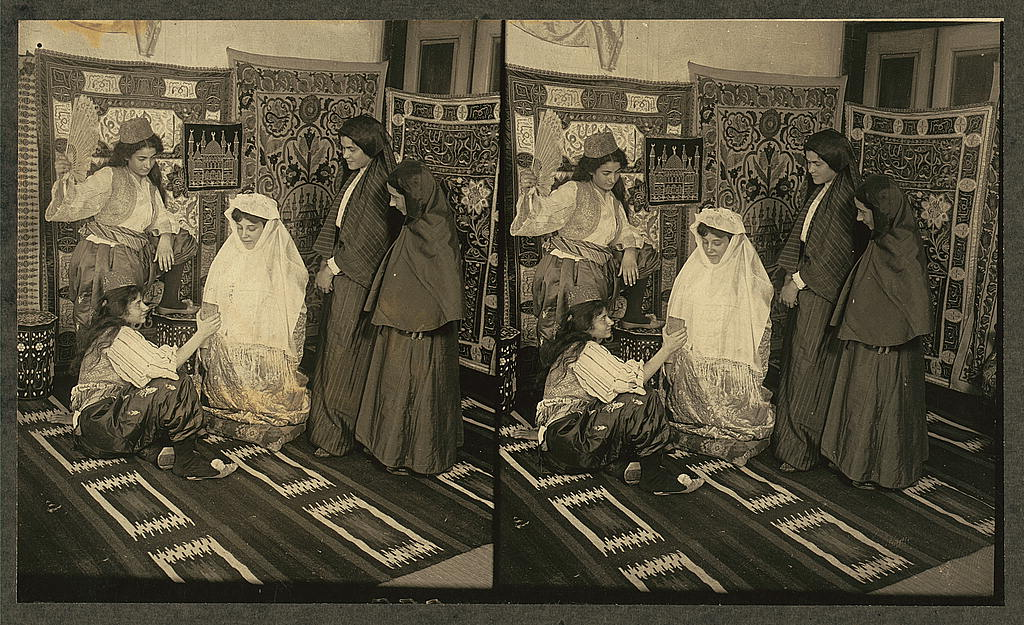
Török menyasszony az esküvői ruhájában, 1914.

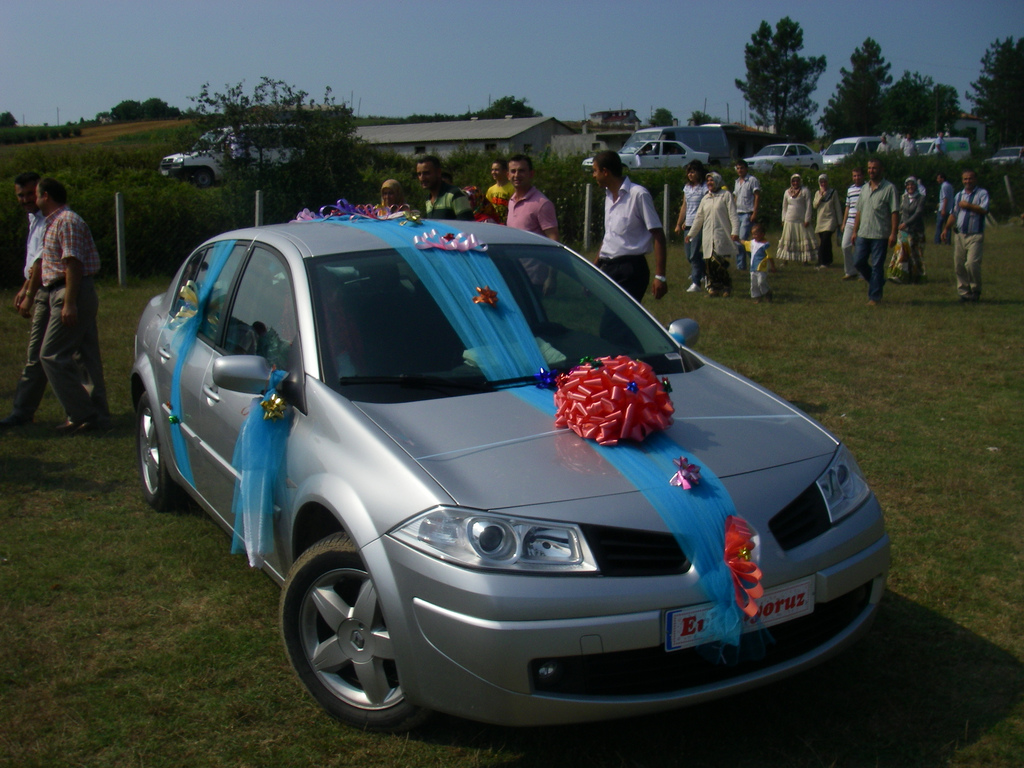
Akárcsak Magyarországon, Törökországban is szokás az esküvői autókat feldíszíteni

### Udvarlás és ígérettétel
A hagyományoknak megfelelően a törököknél a házasság általában két család között létrejött egyetértés alapján születhetett csak. A kiszemelt leány családjához szüleivel vagy valamelyik idősebb rokonával megy a fiú háztűznézőbe, ha szimpatikusak egymásnak és mindkét család egyetért, csak akkor jöhet létre a házasság. Az idősebb férfi rokonok megbeszélik a házasság körülményeit, a feltételeket, az ajándékokat. Az esemény török neve söz kesme, azaz ígérettétel. Két-három héttel az ígérettétel után történik a kihirdetés, általában a menyasszonyos háznál, egy közös ima keretében.
A vőlegény családjának úgy nevezett „kendőpénzt” (başlık parası) kell fizetnie a lányért, mintegy kompenzálva a családot a lánygyermek elvételéért. A kendőpénz összege régiónként, de akár falvanként is változó; felét az ígérettételkor, másik felét a házasság létrejöttekor fizeti meg a vőlegény. A néprajzkutatók statisztikái szerint a kendőpénz szokása kihalóban van, a nagyvárosokban az esetek 80%-ában már nem fizetnek kendőpénzt a menyasszony családjának, a kis anatóliai falvakban azonban még 63% megfizeti. Ehelyett a modern városokban a vőlegény családja ruhákkal és ékszerekkel látja el az ifjú menyasszonyt, amit ő meg is tarthat. A fiú egy karórát kap a lány szüleitől az esküvőre.
A lány a házasságba stafírungot, hozományt (ceyiz) visz, melyet megtart – így ha a házasság később felbomlik, vagy az asszony megözvegyül, lesz miből élnie. A stafírungot a lánygyermek megszületése óta gyűjti a család, egyes darabokat a lány maga hímez, horgol, köt. A stafírung általában ágynemű, takarók, kendők, törölközők, asztalterítők, konyhai eszközök voltak, ma már háztartási gépeket, szőnyeget vagy bútorokat is kap a lány hozományként. Néhol a vőlegény is ad nászajándékba bútort, háztartási eszközt. Szokás, hogy egy héttel az esküvő előtt a stafírungot bárki megszemlélheti. Sok helyütt szokás a házassági szerződés vagy ceyiz defteri írása, melyben felsorolják, ki milyen hozományt vitt a házasságba.
Modern városokban, ahol a fiatal pár lakást kap a szülőktől, a szülők megegyeznek ki milyen bútorokat, háztartási gépeket vesz. A lányos szülők veszik általában a hálószoba, konyha felszerelését, a fiús szülők a nappali és a fürdő berendezését. Pár ezer Líráért az egész lakás berendezését meg lehet vásárolni különböző házasoknak kitalált akciók keretében.

### Jegyesség
Az igazi jegyesség, a nişan időpontját a szülők/fiatalok határozzák meg, a lányos háznál tartják az ünnepséget. A fiatalok ujjára valamelyik idős falusi elöljáró városokban családtag, apa, anya, húzza fel a gyűrűt majd vágja el a két gyűrűt összefűző piros szalagot. A rokonok ilyenkor bőséges ajándékkal, főképpen aranyékszerekkel látják el el a menyasszonyt, aki a rontástól védő nazar amuletteket is kap. A nişan-szokások részletei faluról falura változnak, az ajándék mivolta és mértéke eltérő. Ha a jegyesség felbomlik, a szokásjog szerint a felbontó félnek vissza kell fizetnie az addig felmerült költségeket, visszaadni az ajándékokat.

### Esküvő
Az esküvőre 15-20 nappal korábban küldik ki a meghívókat, a közelben lakókhoz a „hívogatót” (okuyucu) küldik ki. Délkelet-Anatóliában az okuyucu poharat vagy törülközőt küld ajándékba a meghívottaknak, így tudatva velük az esküvő közeledtét. Korábban a lakodalom 40 napig tartott, ezt 1921-ben törvényileg egy hétre csökkentették, manapság általában három napig tartanak az ünnepségek. Meg kell azonban jegyezni, hogy a nyugatiasabban élő, nagyvárosi törökök már nem követik ezt a szokást, és hasonlóan az Európában megszokottakhoz, egynapos esküvőt tartanak.
Szokásban van a leánybúcsú (kına gecesi, „henna-éj”), amikor is a hennát először a dzsámiba, majd a lányos házhoz, végül a henna-éj helyszínére, a hamamba viszik ha ott tartják. Sok városban ma már a lányos háznál vagy az esküvő előtt akár az utcán is tartják a henna éjt. A hennafestést rituális mosakodás előzi meg, majd a vőlegény családjából egy nagy tiszteletnek örvendő asszony ősi mintákat fest a menyasszony kezére, lábára, mellére, miközben a lány barátnői menyasszonysirató dalokat énekelnek. Városokban a festés helyett a lány tenyerébe tesznek a hennából, így nem látszódik az erősen pirosas sárgás színe az esküvőn. A lánybúcsúval egy időben tartják a legénybúcsút, amikor a vőlegény testét is hennával festik meg. Modern helyeken ilyenkor a férfiak egy szomszédhoz mennek, ahol szintén kapnak a henna esten elfogyasztott édességből.
A menyasszonyt az esküvőre azok a barátnői öltöztetik, akik a henna-éjen is vele voltak. Nagyvárosokban ma már szépségszalonokban készül a menyasszony. Néhol a menyasszony fejére vörös fátyol kerül, ez a szokás is némileg módosult, ma a menyasszony derekára kötnek vörös selyemövet. A nomád anatólai török népeknél (jörükök) a menyasszony díszes, sokszínű ruhát viselt, majd lóra ültették és úgy vitték a vőlegény házához, keresztül a falun, miközben énekléssel és lövöldözéssel búcsúztatták. A menyasszonyi ruha a modernizálódó Törökországban is megváltozott, a népviseletet elhagyták, ma már a világ minden táján megszokott módon, modern fehér ruhát visel a menyasszony.
Az esküvő fontos szereplője a sağdıc, a násznagy, aki a általában a vőlegény egyik barátja. Ő intézi az esküvői feladatokat, koordinálja az eseményeket, mindig a menyasszony és a vőlegény közelében tartózkodik, szellemes mondataival deríti a vendégsereget, gondoskodik a jókedvről, tanácsokkal látja el a vőlegényt. Egyes falvakban az esküvői menet során néhol elzárják az utakat, ilyenkor a „váltságdíjat” a sağdıc köteles megfizetni, máshol szokás „elrabolni” a menyasszonyt vagy a vőlegényt, ilyenkor is a sağdıc köteles kiváltani a fiatalokat. Ez a városokban úgy változott, hogy gyerekek a feldíszített autó elé ugranak némi pénz reményében. Ezért sokan már nem díszítik fel a menyasszonyt szállító autót.
Az esküvő után a nászágyat hagyományosan a vőlegény rokonai készítik elő. A hagyományok szerint a menyasszonyt a sógornő (yenge) kíséri a nászágyhoz, a vőlegényt a barátai. A nászéjszakát megelőzően a hodzsa, vagy vallási tanító leveszi az esetleges rontást a fiúról. A nászéjszaka elhálása után a pár az imám elé vonul, aki megtöri a jegyességet (nikah kılmak), ez a vallási esküvő, melyen csak a vőlegény, a menyasszony, a szülők és két tanú vesz részt. Ekkor az imám háromszor megkérdezi a fiatalokat, hogy elfogadják-e egymást férjnek és feleségnek.

## Polgári esküvő

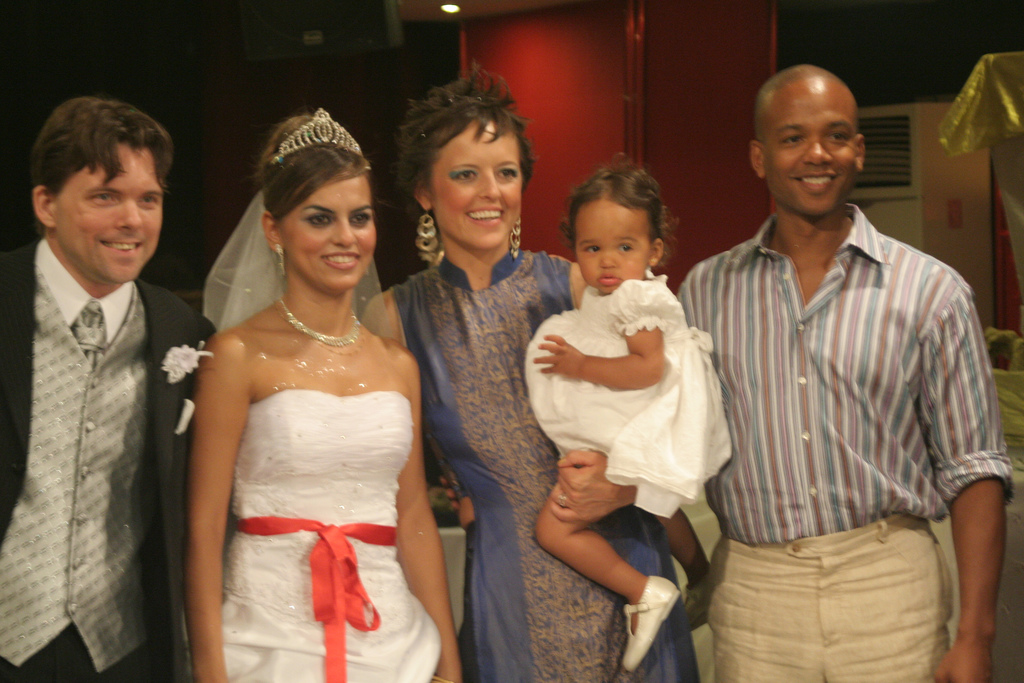
Modern török esküvő Adana városában; a hagyományok azonban itt is jelen vannak: a menyasszony tisztaságát szimbolizálja a derékra kötött vörös szalag, amit az esküvő után az újdonsült férj vesz le az aráról

A polgári esküvőket a polgári törvénykönyv szabályozza, Törökországban tilos a többnejűség, és csak az önkormányzat képviselője (az anyakönyvvezető, vagy falvakban a falusi elöljáró, a muhtar) előtt kötött, anyakönyvezett házasság számít törvényesnek. A rokonok közötti házasság tilos, az alsó korhatár fiúknál 17, lányoknál 15 év, azonban ezekben az esetekben szülői beleegyezés is szükséges. Elvált nők a bírósági végzés felmutatása mellett, legkorábban 300 nappal a végzés meghozatala után házasodhatnak újra. 2000 óta a nő választhat, hogyan szeretné viselni a nevét, felveheti a férje nevét,  viszont nem tarthatja meg csak a lánykori nevét, vagy használhatja mindkettőt (keresztnév–lánykori vezetéknév–férj vezetékneve formában kötőjel nélkül). A polgári esküvőket rendszerint pénteken tartják, bár törvény szerint bármelyik munkanapon lehet házasodni. A hétvégi esküvő is lehetséges.

## Hiedelmek, érdekes szokások
- Törökországban úgy tartják, ha a vőlegény az esküvőn sokat mosolyog, az első gyermek leány lesz.[2]
- A nászéjszakán a vőlegénynek el kell törnie egy poharat, a hiedelem szerint ez szerencsét hoz.[2]
- Rossz ómen, ha egy házban két menyasszony tartózkodik.[2]
- Aki előbb tapos a másik lábára az esküvőn, az hordja majd a nadrágot a házasságban.[3]
- Amikor a menyasszonyt bemutatják a vőlegény családjának, ajkára méz, cukor és zsiradék keverékét kenik, hogy új családjában mindig „édes” legyen számára az élet.[3]

## Külső hivatkozások
- Turkish wedding traditions
- Török esküvői hagyományok
- Terebess: Esküvő